# Anolis cuscoensis
Espèce
Synonymes
- Dactyloa cuscoensis (Poe, Yañez-Miranda & Lehr, 2008)

Anolis cuscoensis est une espèce de sauriens de la famille des Dactyloidae. 

## Répartition
Cette espèce est endémique de la région de Cuzco au Pérou.

## Étymologie
Son nom d'espèce, composé de cusco et du suffixe latin -ensis, « qui vit dans, qui habite », lui a été donné en référence au lieu de sa découverte.

## Publication originale
- Poe, Yañez-Miranda & Lehr, 2008 : Notes on Variation in Anolis boettgeri Boulenger 1911, Assessment of the Status of Anolis albimaculatus Henle and Ehrl 1991, and Description of a New Species of Anolis (Squamata: Iguania) Similar to Anolis boettgeri. Journal of Herpetology, vol. 42, no 2, p. 251-259.